# NGC 7280
NGC 7280 is een balkspiraalstelsel in het sterrenbeeld Toekan. Het hemelobject werd op 15 oktober 1784 ontdekt door de Duits-Britse astronoom William Herschel.

## Synoniemen
- UGC 12035
- MCG 3-57-5
- ZWG 452.11
- KCPG 568A
- PGC 68870